# Patxi López

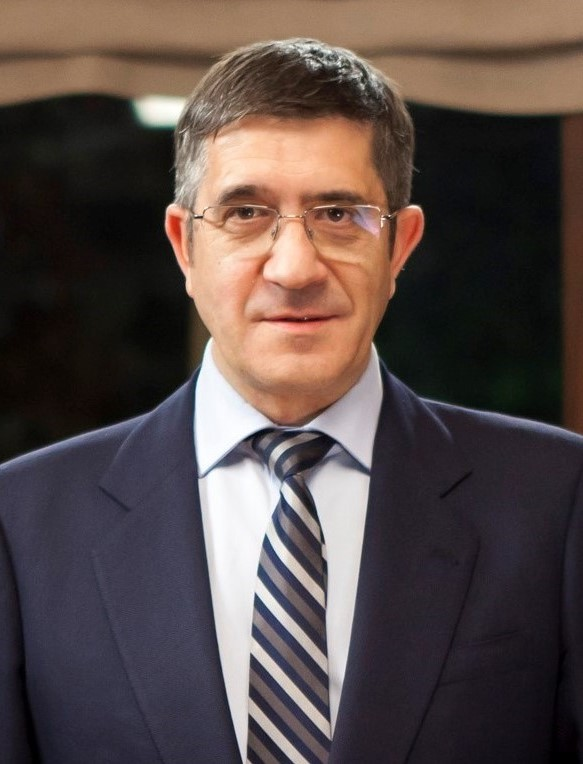
Patxi López (2011)

Francisco Javier „Patxi“ López Álvarez (* 4. Oktober 1959 in Portugalete, Autonome Gemeinschaft Baskenland) ist ein spanischer Politiker. Er war von 2002 bis 2014 Vorsitzender der Partido Socialista de Euskadi-Euskadiko Ezkerra (PSE-EE), der baskischen Gliederung des sozialdemokratischen PSOE, und von 2009 bis 2012 Ministerpräsident (Lehendakari) der Autonomen Gemeinschaft Baskenland. Von Januar bis Juli 2016 war er Präsident des spanischen Abgeordnetenhauses; seit Juni 2017 ist er unter Pedro Sánchez Sekretär für Bundespolitik des PSOE. Im September 2022 übernahm er den Vorsitz der PSOE-Fraktion im Abgeordnetenhaus.

## Leben
López wuchs in einer sozialistisch geprägten Familie auf. Sein Vater, Eduardo López Albizu, war ein prominenter Aktivist der spanischen Linken, Schatzmeister der baskischen Sozialisten. 1975 trat Patxi López den baskischen Jungsozialisten bei und war 1985 bis 1988 deren Generalsekretär. 1977 trat er der PSE-EE bei. Von 1987 bis 1989 war er Mitglied des spanischen Abgeordnetenhauses. 1991 wurde er Mitglied des baskischen Parlaments, 1997 wurde er zum Generalsekretär seiner Partei gewählt.
Ab den baskischen Regionalwahlen 2001 trat López für eine Annäherung der PSE-EE an den baskischen Regionalismus ein. Er sprach sich gegen die bis dahin verfolgte Strategie eines Bündnisses mit der konservativen Partido Popular (PP) aus, die sich als spanisch-nationalistischer Gegenpol zum baskischen Nationalismus profilierte, und forderte stattdessen eine Überwindung des spanisch-baskischen Identitätskonflikts.
In der Folge konnte die PSE-EE im Baskenland sowohl auf Kosten der PP als auch der regierenden baskisch-nationalistischen Partei PNV Stimmen gewinnen. 2005 trat López für die PSE-EE bei der Wahl zum Präsidenten der Autonomen Gemeinschaft Baskenland an. Er verlor dabei gegen den Amtsinhaber Juan José Ibarretxe (PNV), konnte aber die PSE-EE als stärkste Oppositionspartei etablieren. Im folgenden Jahr kam ihm während der (zuletzt gescheiterten) Verhandlungen zwischen der spanischen Regierung unter José Luis Rodríguez Zapatero (PSOE) und der baskischen Terrororganisation ETA eine wichtige Rolle zu, da er im Baskenland für die PSOE Gespräche mit den Anführern der verbotenen ETA-nahen Partei Batasuna führte.
Bei der Regionalwahl im März 2009 schließlich erhielt die PNV zwar knapp die Mehrheit der abgegebenen Stimmen vor der PSE-EE, zugleich ergab sich jedoch erstmals eine rechnerische Mehrheit für PSE-EE und PP. López kündigte daraufhin an, eine PP-tolerierte Minderheitsregierung anzustreben. Dies wurde von der PSOE-Spitze hingenommen, obwohl sie auf diese Weise die Unterstützung der PNV im spanischen Parlament zu verlieren befürchtete. Am 5. Mai 2009 wurde López im baskischen Parlament mit Unterstützung der PP zum baskischen Ministerpräsidenten (Lehendakari) gewählt und beendete damit die seit drei Jahrzehnten bestehende Regierungszeit der Nationalisten. Für López stimmten neben der PSE-EE auch die 13 Abgeordneten der PP und der einzige Abgeordnete der Partei Unión Progreso y Democracia (UPyD). Die Vereidigung von López fand am 7. Mai 2009 statt.
Nachdem López die Unterstützung der PP im Frühjahr 2012 verloren hatte, löste er im Herbst 2012 das baskische Regionalparlament auf und beraumte Neuwahlen für den 21. Oktober 2012 an. Bei dieser Wahl, bei der López erneut als Spitzenkandidat der PSE-EE antrat, erreichte seine Partei nur noch 19,1 % der Stimmen (2009: 30,7 %) und 16 Sitze im Parlament (2009: 25). 2012 wechselte er zurück in die nationale Politik und besetzte seitdem verschiedene Sekretärsposten in der Bundespartei; 2014 legte er sein regionales Abgeordnetenmandat nieder und Idoia Mendia wurde seine Nachfolgerin an der Spitze des baskischen Landesverbandes.
Bei der Wahl vom 20. Dezember 2015 zog López zum zweiten Mal nach 1987 ins spanische Abgeordnetenhaus ein und wurde am 13. Januar 2016 zum Präsidenten des Abgeordnetenhauses für dessen 11. Legislaturperiode gewählt. Dieses Amt verlor er wieder nach den vorgezogenen Wahlen vom Juni 2016. Als Abgeordneter wurde er bei den Wahlen im Juni 2016, April 2019, November 2019 und im Juli 2023 jeweils wiedergewählt.
Anfang 2017 kündigte er seine Kandidatur für den PSOE-Vorsitz an, erzielte aber bei der am 21. Mai 2017 durchgeführten Urwahl nur knapp zehn Prozent der abgegebenen Stimmen.
Seit September 2022 ist López Vorsitzender (portavoz) der sozialistischen Fraktion im spanischen Abgeordnetenhaus.